# Kères
Pour les articles ayant des titres homophones, voir Keres, Ker, Kerr, Kehr et Caire.
Dans la mythologie grecque, selon Hésiode dans la Théogonie, les Kères  (en grec ancien Κῆρες / kêres), au singulier Kèr (Κήρ / kèr), sont les filles de Nyx, appartenant à la famille des Érinyes. Dans le même passage, à quelques vers d'intervalle, le poète fait des Kères les sœurs de Thanatos. D'autres encore sont les sœurs des Moires. On voit que l'origine des Kères est confuse depuis l'Antiquité, en effet les auteurs reprennent une tradition orale qui réside notamment sur des cultes pratiqués et remontant à une époque très ancienne. L'aspect théologique est second. Elles personnalisent la mort violente au combat.

## Mythe
Les Kères sont des divinités infernales, qui hantaient les champs de bataille pour s'abreuver du sang des mourants, s'emparer des agonisants et conduire les âmes des morts aux Enfers. Elles apportent le malheur et la destruction avec elles et souillent tous ceux qu'elles touchent, engendrant la cécité, la vieillesse et la mort. On les représente d'un aspect hideux, pourvues d'ongles acérés, les épaules recouvertes d'un long manteau rougi par le sang des corps qu'elles emmènent.
Les Kères sont présentes dans l'Iliade où Homère nous les montre comme des Destinées qui déterminent le sort et le destin du héros, auquel elles apparaissaient en lui offrant un choix, dont dépendait l'issue bénéfique ou maléfique de son voyage ou personnifiaient le genre de vie et le genre de mort du héros. Ainsi, Achille a le choix entre deux Kères : une qui lui donnerait une longue vie loin de la guerre et une autre plus courte mais plus glorieuse. Il choisit celle-ci. Les Kères symbolisent également par métonymie la mort.
Zeus en présence des autres dieux, pèse sur une balance d'or les Kères d'Achille et d'Hector lors de leur quatrième rencontre. 
Hésiode fait de la Kèr une fille de Nyx. Elle est engendrée sans intervention mâle, en même temps que ses frères Moros (le Destin), Hypnos (le Sommeil), Thanatos (la Mort) et quelques autres abstractions personnifiées. 
À l'époque classique, les Kères tendent à se confondre avec des divinités analogues comme les Moires, les Érinyes ou comme le fait Platon dans ses Lois au vers 937, avec les Harpies.
Jean-Pierre Vernant, historien structuraliste contemporain, tend à opposer Thanatos, qu'il définit comme le dieu de la "belle mort", la mort guerrière, et les Kères, qu'il définit comme étant les déesses de la mort "banale", de la mort qui renvoie l'homme à l'oubli primal du Chaos, à la Béance originelle.

## Culte
Chaque année à Athènes se célébrait en février-mars, du 11 au 13 Anthestérion une des plus importantes fête en honneur à Dionysos, nommée les Anthestéries. Elles se déroulent sur trois jours, lors de la dernière journée, le culte du vin et du dieu a complètement disparu et a laissé place à une fête des âmes et des morts. Le premier se nomme Pithoigia, le deuxième est appelé Choes, le troisième et dernier jour était le Chytroi, « marmites ». Le sacrifice fait à Hermès chtonien se pratique par une marmite remplie de bouillie cuite. À la fin de la journée, on chassait les âmes des morts à l'aide de la formule : « À la porte, les Kères ; finies les Anthestéries (θὺραζε Κᾶρες, οὐκέτ' Ανθεστὴρια) ». Cependant, cette formule s'applique également aux Kariens, esclaves originaires de Carie.
Photius, dans la Souda, disait que les âmes des morts circulaient dans la cité.

## Sources
- Pseudo-Hésiode, Bouclier d'Héraclès [détail des éditions] [lire en ligne] (v. 156 et 249), Théogonie [détail des éditions] [lire en ligne] (v. 211 et 217).
- Homère, Iliade [détail des éditions] [lire en ligne] (I, 228 et 416 ; III, 454 ; VIII, 70 ; IX, 410 ; XI, 332 ; XVIII, 114 et 535 ; XXII, 102 et 209 ; XXIII, 78).
- Homère, Odyssée (III, 410 ; VI, 11 ; IV, 273 ; XI, 171 et 398 ; XIV, 207).
- Platon, Les Lois [détail des éditions] [lire en ligne] (v. 937).